# Litografia

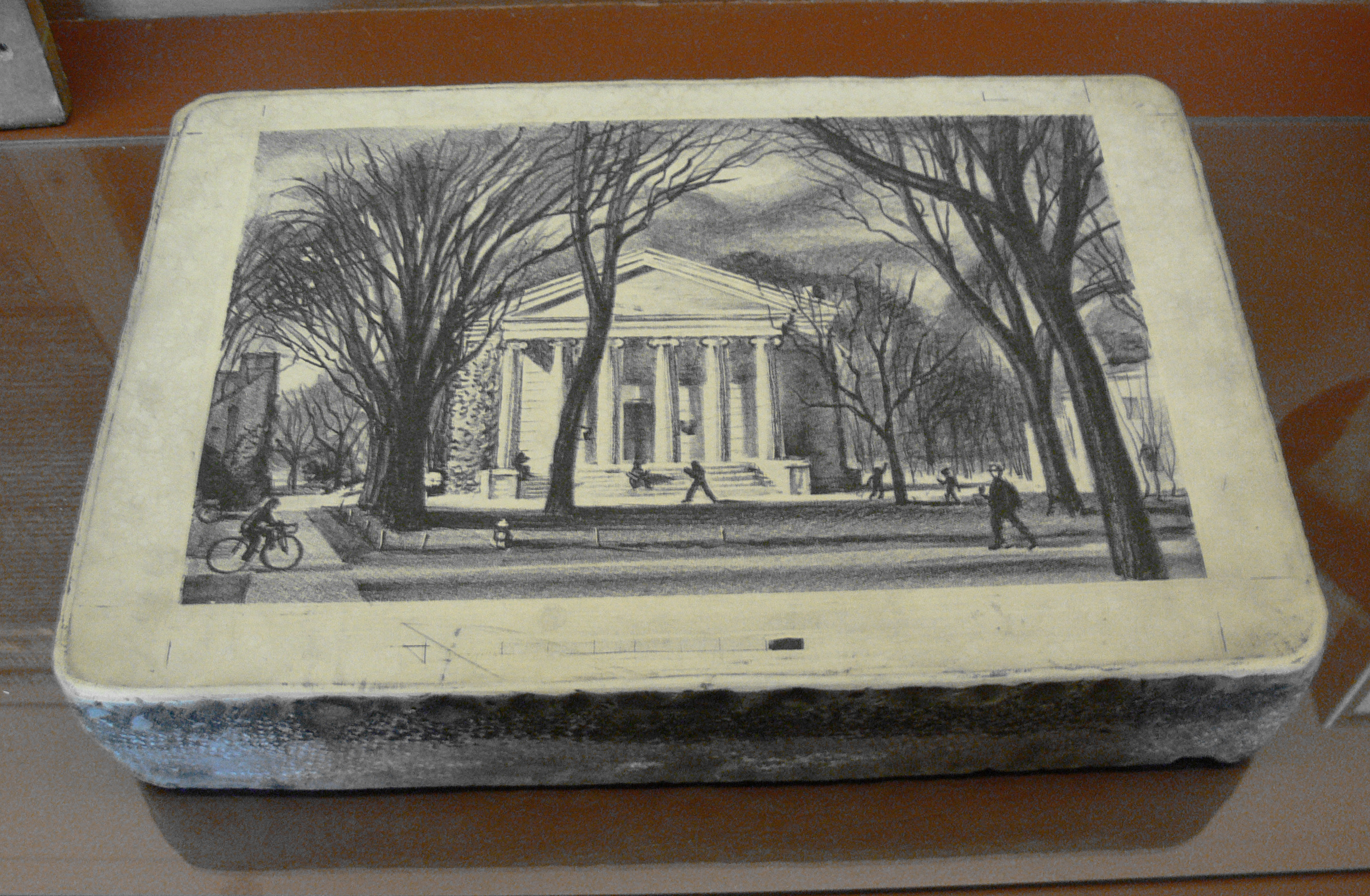
Kamień litograficzny pokryty rysunkiem

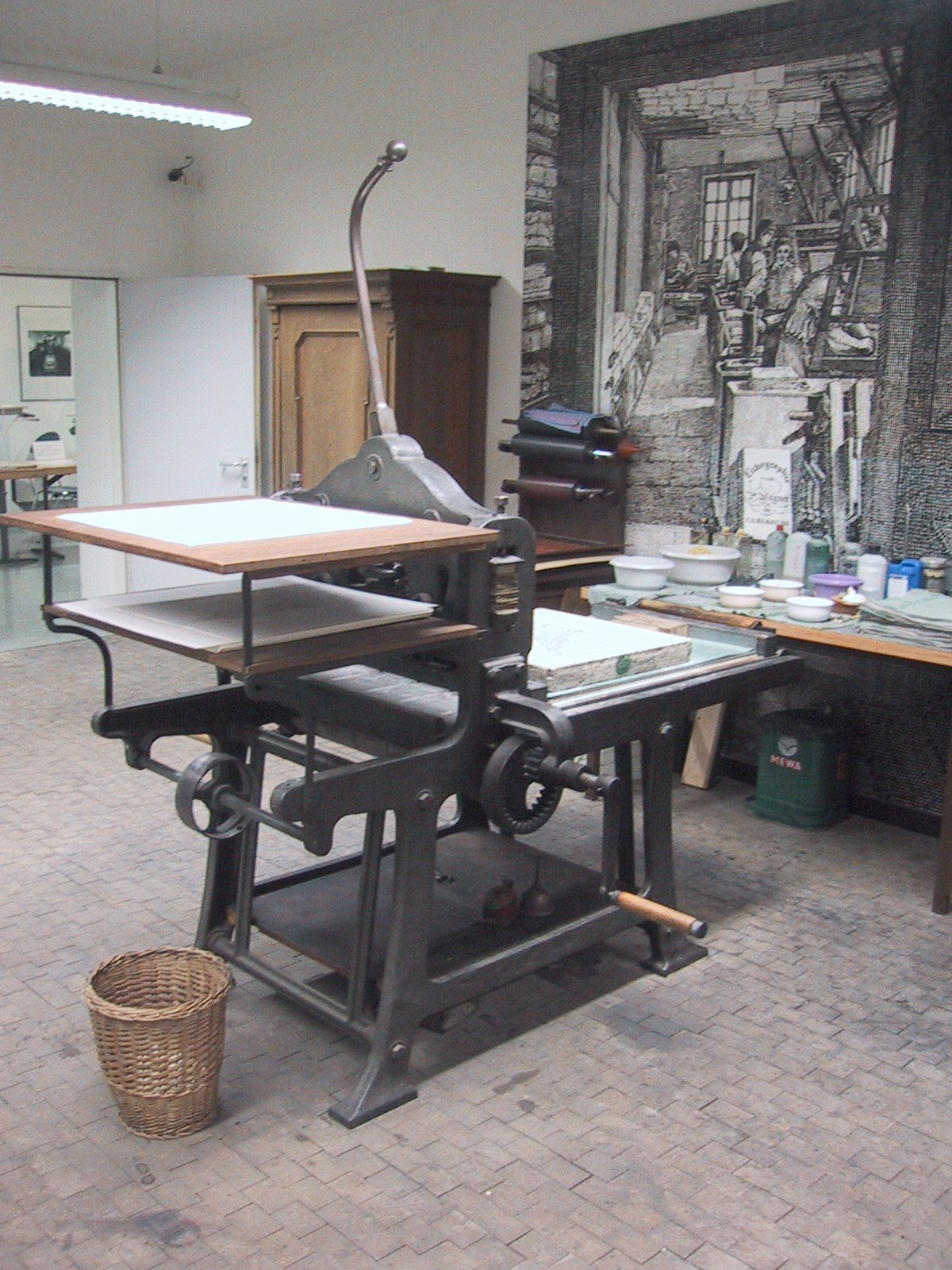
Prasa litograficzna

Litografia – technika graficzna zaliczana do druku płaskiego, gdzie rysunek przeznaczony do powielania wykonuje się na kamieniu litograficznym; także odbitki wykonane tą techniką.

## Powstanie i rozwój
Technikę litograficzną wynalazł w 1798 roku Alois Senefelder (1771–1834) . W Polsce pierwszą pracownię litograficzną założono w 1818 roku. Rozwój tej techniki doprowadził do powstania druku offsetowego oraz fotolitografii i technik pochodnych (elektronolitografia, rentgenolitografia) stosowanych w elektronice do produkcji obwodów drukowanych i układów scalonych.

## Opis procesu
W klasycznej litografii rysunek nanosi się zatłuszczającą kredką lub tuszem litograficznym na kamień – gładko wypolerowany lub przetarty ostrym piaskiem, co daje efekt gruboziarnistej faktury na odbitce. Po wykonaniu rysunku powierzchnia kamienia jest zakwaszana słabym roztworem kwasu azotowego i gumy arabskiej. Dzięki temu niezarysowane partie zostają uodpornione na zatłuszczenie farbą – stają się oleofobowe, a zarazem pozostają hydrofilne, czyli przyjmujące wodę. Wtedy właśnie rysunek zwilża się wodą, po czym nanosi się na niego farbę drukową, którą przyjmują tylko oleofilowe – niewytrawione, zatłuszczone wcześniej kredką lub tuszem – fragmenty. Odbitki wykonuje się przykładając zwilżony papier do kamienia stanowiącego matrycę i odbijając na prasie litograficznej, która ze względu na kruchość kamienia skonstruowana jest inaczej niż prasa używana w technikach metalowych.
W grafice artystycznej popularna jest technika zwana ossa sepia polegająca na wykonywaniu rysunku negatywowego na kamieniu.
Niektóre odmiany tej techniki, takie jak kamienioryt czy kwasoryt na kamieniu należą do druku wklęsłego. Techniką litograficzną wykonuje się też matryce na płytach aluminiowych – algrafia i na płytach cynkowych – cynkografia.

## Ważniejsi twórcy
Litografię uprawiali wybitni malarze i graficy:
| - Alfons Mucha - Honoré Daumier - Eugène Delacroix - Odo Dobrowolski | - Henri de Toulouse-Lautrec - Pierre-Auguste Renoir - Henri Matisse - Edvard Munch | - Marc Chagall - Pablo Picasso - Joan Miró - Stanisław Wyspiański | - Leon Wyczółkowski - Kazimierz Sichulski - Alois Senefelder - M.C. Escher |

## Przykłady

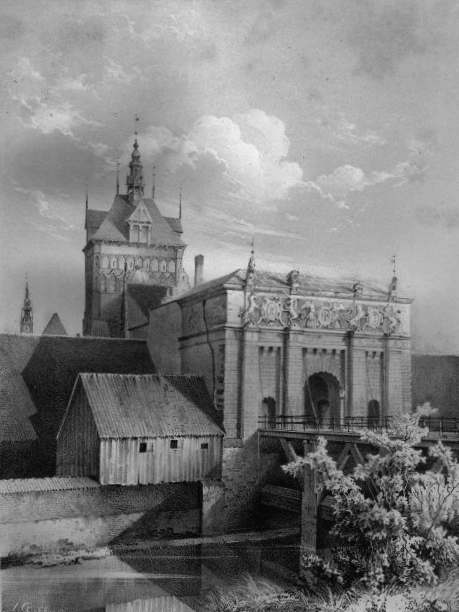
Julius Greth, Brama Wyżynna w Gdańsku
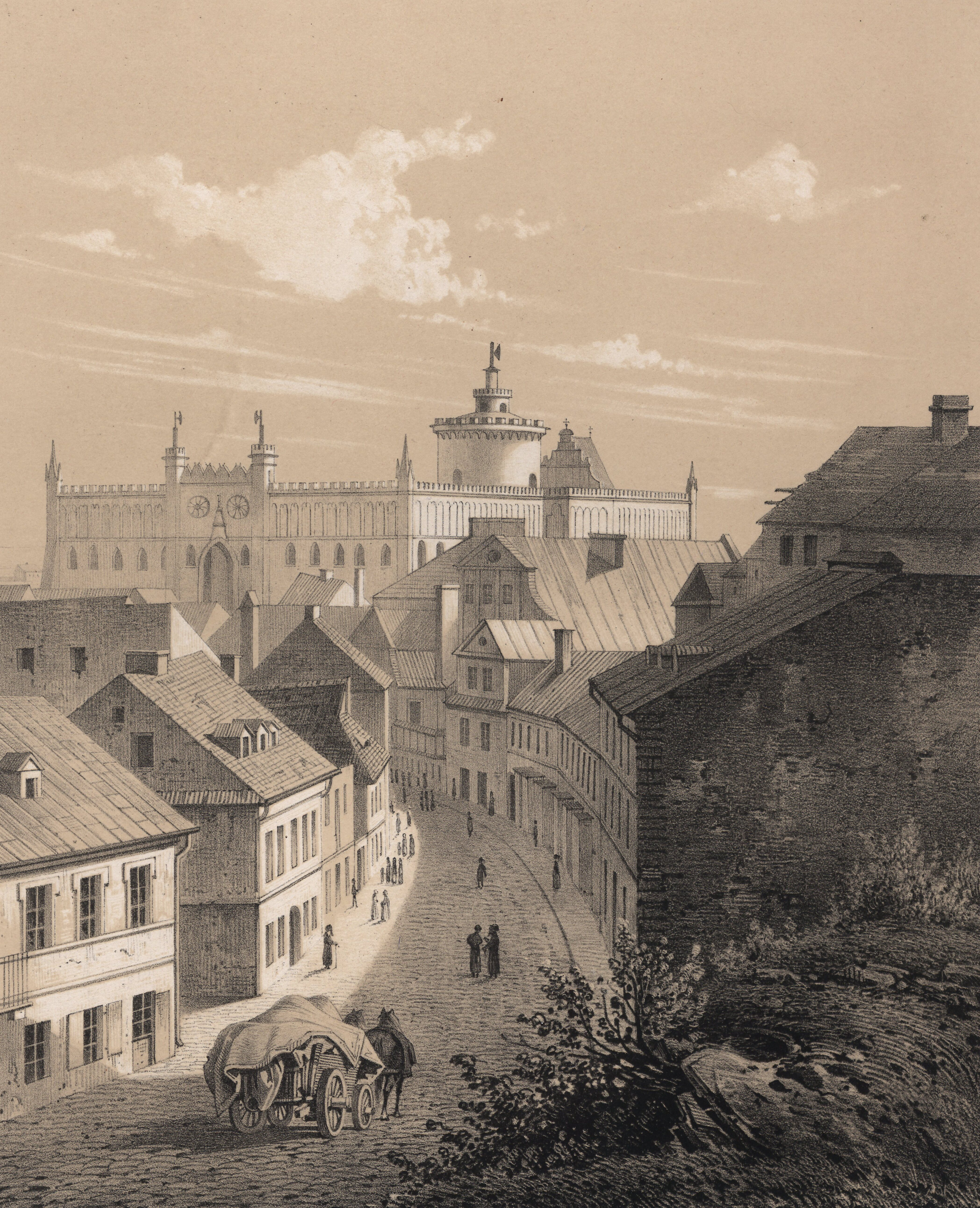
Adam Leure, Zamek w Lublinie, 1860
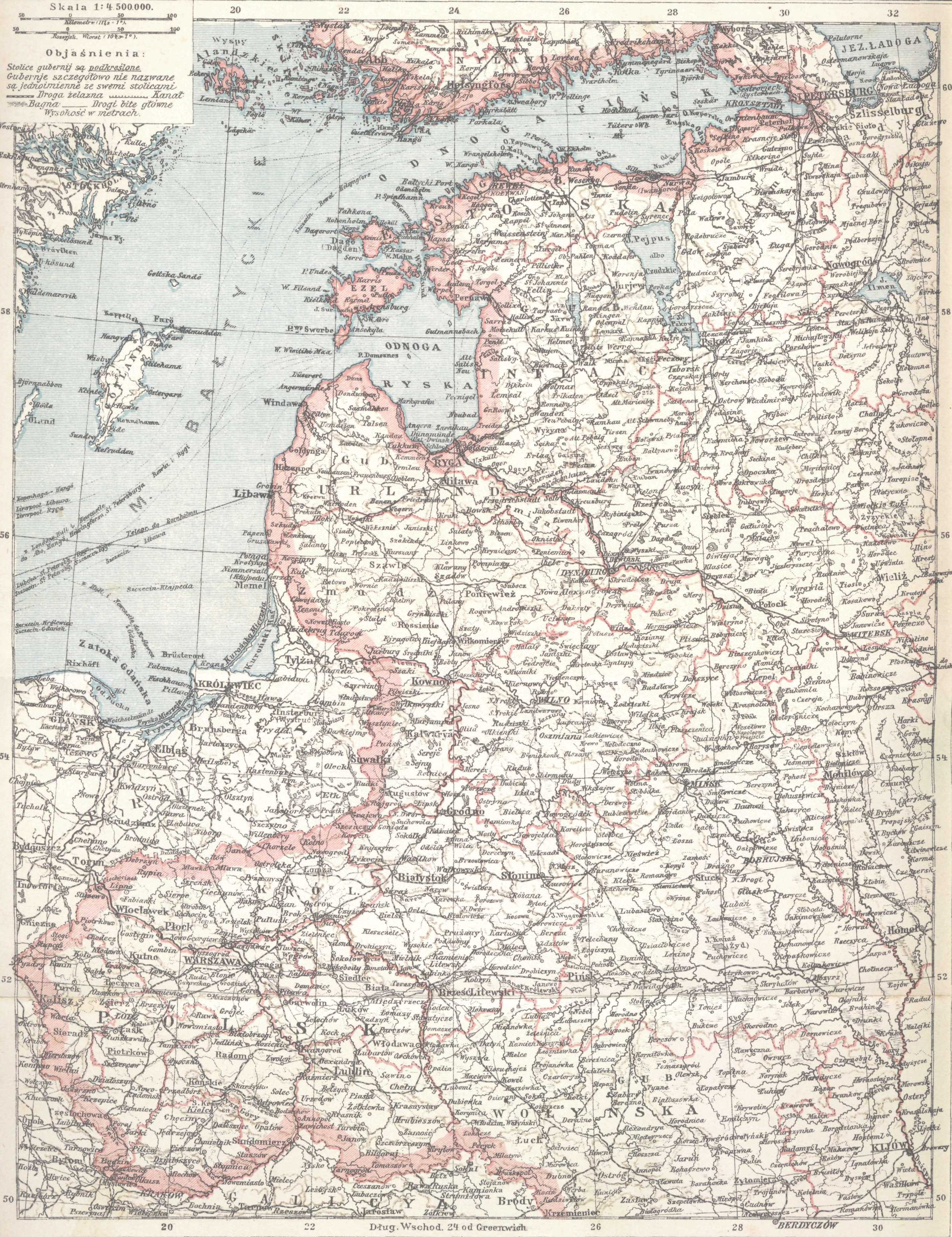
Mapa z encyklopedii Orgelbranda z 1902 roku, 33×24 cm
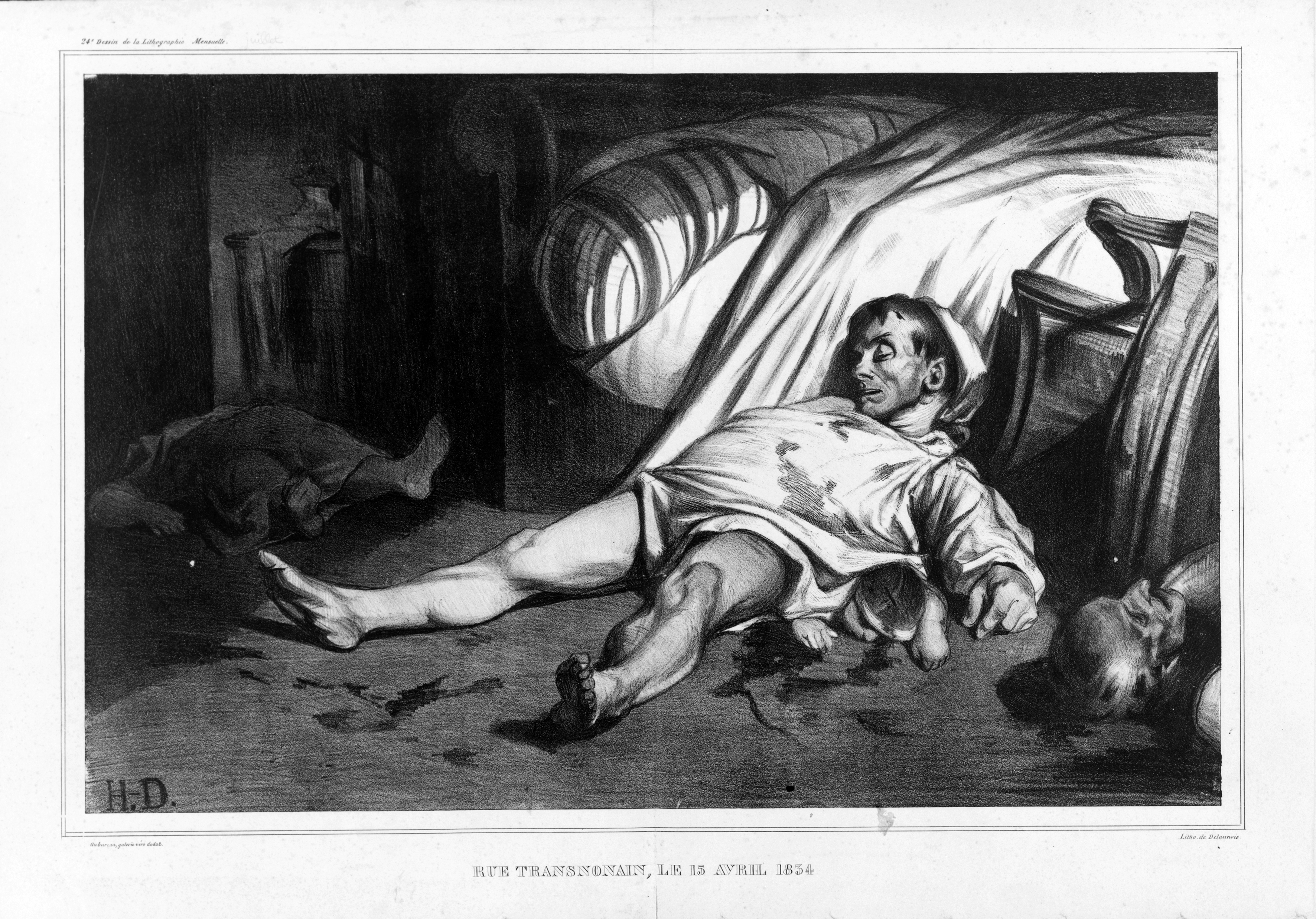
Honoré Daumier, Rue Transnonain, 1834